# 43657 Bobmiller
43657 Bobmiller este un asteroid din centura principală de asteroizi.

## Descriere
43657 Bobmiller este un asteroid din centura principală de asteroizi. A fost descoperit pe 9 martie 2002 în cadrul proiectului CSS. Asteroidul prezintă o orbită caracterizată de o semiaxă mare de 3,11 ua, o excentricitate de 0,10 și o înclinație de 6,3° în raport cu ecliptica.